# Thelypteris namaphila
Thelypteris namaphila är en kärrbräkenväxtart som beskrevs av George Richardson Proctor. Thelypteris namaphila ingår i släktet Thelypteris och familjen Thelypteridaceae. Inga underarter finns listade.